# Mirror (canción)
«Mirror» —en español: «Espejo»— es una canción del rapero estadounidense Lil Wayne con la colaboración del cantante de pop Bruno Mars. Pertenece a la versión deluxe del noveno álbum de estudio de Wayne, Tha Carter IV. "Mirror" fue estrenada en la radio urbana el 13 de septiembre de 2011.

## Inspiración
Rap-Up describe la inspiración de Lil Wayne para la canción: "Weezy se pone personal con sus obstáculos, rapeando sobre su padre ("Lookin’ at me now I can see my past/ Damn, I look just like my fu**in’ dad"), mientras toma inspiración de Michael Jackson. "And no message could have been any clearer, so I’m starting with the man in the mirror", dice. "MJ taught me that".

## Videoclip
El videoclip de "Mirror" fue grabado en noviembre de 2011 por el director Antoine Fuqua. Un adelanto del video fue estrenado el 27 de enero de 2012; el video completo fue lanzado el 31 de enero.

## Rendimiento en listas
La canción debutó en el número 16 de la Billboard Hot 100 en la semana del 17 de septiembre de 2011, lo que fue el mejor debut de cualquier canción de The Carter IV sin ser sencillo.
| Lista (2011)                                      | Posición máxima |
| ------------------------------------------------- | --------------- |
| Australia (ARIA)                                  | 49              |
| Canadá (Canadian Hot 100)                         | 44              |
| Estados Unidos (Billboard Hot 100)                | 16              |
| Estados Unidos Hot R&B/Hip-Hop Songs              | 88              |
| Francia (French Singles Chart)                    | 82              |
| Reino Unido Singles (The Official Charts Company) | 17              |
| Suecia (Sverigetopplistan)                        | 47              |
| Suiza (Swiss Music Charts)                        | 51              |

## Fechas de lanzamiento
| País           | Fecha                    | Discográfica                                | Formato                 |
| -------------- | ------------------------ | ------------------------------------------- | ----------------------- |
| Estados Unidos | 13 de septiembre de 2011 | Young Money, Cash Money, Universal Republic | Urban                   |
| Estados Unidos | 18 de octubre de 2011    | Young Money, Cash Money, Universal Republic | Top 40/Radio Mainstream |